# Bataille de la ligne Hindenburg
Première Guerre mondiale
Batailles
Front d'Europe de l’Ouest
- Liège (8-1914)
- Namur (8-1914)
- Frontières (8-1914)
- Anvers (9-1914)
- Grande Retraite (9-1914)
- Marne (9-1914)
- Course à la mer (9-1914)
- Yser (10-1914)
- Messines (10-1914)
- Ypres (10-1914)
- Givenchy (12-1914)
- 1re Champagne (12-1914)
- Hartmannswillerkopf (1-1915)
- Neuve-Chapelle (3-1915)
- 2e Ypres (4-1915)
- Colline 60 (4-1915)
- Artois (5-1915)
- Festubert (5-1915)
- Quennevières (6-1915)
- Linge (7-1915)
- 2e Artois (9-1915)
- 2e Champagne (9-1915)
- Loos (9-1915)
- Verdun (2-1916)
- Redoute Hohenzollern (3-1916)
- Hulluch (4-1916)
- 1re Somme (7-1916)
- Fromelles (7-1916)
- Arras (4-1917)
- Vimy (4-1917)
- Chemin des Dames (4-1917)
- 3e Champagne (4-1917)
- 2e Messines (6-1917)
- Passchendaele (7-1917)
- Cote 70 (8-1917)
- 2e Verdun (8-1917)
- Malmaison (10-1917)
- Cambrai (11-1917)
- Bombardements de Paris (1-1918)
- Offensive du Printemps (3-1918)
- Lys (4-1918)
- Aisne (5-1918)
- Bois Belleau (6-1918)
- 2e Marne (7-1918)
- 4e Champagne (7-1918)
- Château-Thierry (7-1918)
- Le Hamel (7-1918)
- Amiens (8-1918)
- Cent-Jours (8-1918)
- 2e Somme (9-1918)
- Bataille de la ligne Hindenburg
- Meuse-Argonne (10-1918)
- Cambrai (10-1918)

Front italien
Front d'Europe de l’Est
Front des Balkans
Front du Moyen-Orient
Front africain
Bataille de l'Atlantique
La bataille de la Ligne Hindenburg, qui débuta le 18 septembre 1918, fut une bataille majeure de l'Offensive des Cent-Jours qui contribua à l'issue de la guerre. Les troupes canadiennes et britanniques, en avant-garde, lancèrent cette attaque contre la ligne allemande, poursuivant l'utilisation massive des chars telle qu'elle avait été entamée au cours de la bataille d'Amiens. Cette bataille contribua à la fin de la guerre des tranchées.

## Prélude
Après la bataille de la Somme, en 1916, les généraux allemands von Hindenburg et Ludendorff décidèrent que l'Allemagne ne pouvait remporter une telle guerre d'usure. Ils adoptèrent alors une politique de retraite dite de la « terre brûlée ». La Ligne Hindenburg était un réseau de tranchées de près de 160 kilomètres de long, doublé d'une seconde tranchée de secours.
Le 21 mars 1918, les troupes allemandes lancèrent l'opération Michael, première attaque de toute une série, partant de la Ligne et visant à faire reculer les forces alliées en arrière du front de l'Ouest. Le gros de l'opération est dirigé sur Amiens, nœud ferroviaire de première importance. Mais l'assaut est stoppé à Villers-Bretonneux par les troupes australiennes le 4 avril 1918.
Plusieurs autres opérations (« opération Georgette », « opération Blücher-Yorck », « opération Gneisenau », « opération Marne-Reims ») ont permis aux Allemands d'avancer, sans toutefois leur donner l'avantage décisif,.
Finalement, au cours de la bataille d'Amiens, les Alliés reprirent l'avantage en lançant une offensive qui permit de repousser les Allemands, les forçant à la retraite. Ce retournement de la situation est largement dû à l'efficacité des nouvelles armes alliées : les chars.

## La bataille
Le général australien John Monash lance la première attaque de la bataille, le 18 septembre. À 5 h 20 du matin, le Corps australien, appuyé par l'artillerie et seulement 8 chars, s'empare des positions allemandes. Un millier de soldats australiens sont tués ou blessés au cours de cet assaut, mais ils font 4 300 prisonniers ennemis à la fin de la journée.

### Bataille de Saint-Quentin (25 septembre au 14 octobre)
Les Britanniques arrivent ensuite, la première armée britannique attaquant la section Wotan-Stellung de la ligne, suivie par les troupes de Douglas Haig qui attaquent la section Siegfried-Stellung. Elles sont rejointes dans la bataille par les troisième, quatrième et cinquième armées britanniques, ainsi que par la première armée française et le corps expéditionnaire américain.
Le 27 septembre, les 27e et 30e divisions d'infanterie américaines lancent l'attaque initiale, avec les 3e et 5e divisions australiennes, tentant de passer au travers des lignes allemandes. Malgré leur volonté de combattre, les troupes américaines manquaient d'expérience et n'avaient pas correctement « nettoyé » les positions allemandes. Ceci obligea les Australiens à combattre de nouveau pour reprendre le terrain que les Américains avaient déjà conquis.
L'attaque finale est lancée le 29 septembre 1918 par la 4e armée anglaise (9e, 3e, australien et 2e corps américain) et la 1re armée française.
À 5 h 30, les 27e et 30e divisions américaines sortent de leurs tranchées pour se lancer à l'attaque, protégées par un puissant barrage roulant de l'artillerie australienne et avec l'aide de chars. Se trouvent à l'ouest de Bellicourt la 30e Division et à l'ouest de Bony la 27e Division. La 46e Division australienne est à l'ouest de Bellenglise.
Pour cette seule journée, la 27e Division perd 337 hommes et 658 sont blessés. À midi, la ferme Quennemont, une partie du système de tranchées au sud de Bony, le terrain sur lequel le cimetière militaire américain Somme American Cemetery a été établi et la colline sont aux mains de la 27e Division.
Dans les heures qui suivirent, le touage souterrain de Riqueval (tunnel de Riqueval), puissamment fortifié par les Allemands, est aux mains des troupes américaines et les Australiens franchissent le canal de Saint-Quentin sur le pont de Riqueval, le seul encore intact, pour poursuivre leur offensive en direction de Montbrehain.
Le 30 septembre, l'armée de Rawlinson arrive au nord de Saint-Quentin que, de son côté, Debeney encercle progressivement. Jusqu'au 2 octobre, les 31e, 4e, 15e et 36e corps repoussent de violentes contre-attaques mais prennent la ville. Le 3, le Catelet et le passage du canal de L'Escaut sont aux Britanniques.
Les Australiens prennent le village de Montbrehain le 5 octobre. Leurs unités combattent alors sur la ligne de front depuis le 27 mars et 27 000 des leurs avaient péri ou avaient été blessés depuis la bataille d'Amiens, au début août.

#### Décoration
- SAINT-QUENTIN 1918 est inscrit sur le drapeau des régiments cités lors de cette bataille[réf. nécessaire].

### Rupture définitive de la position Hindenburg
Le 8 octobre, entre Cambrai et Saint-Quentin, les Britanniques (armées Byng et Rawlinson) lancent de fortes attaques, rompent les positions allemandes et "atteignent le terrain découvert". Cavalerie en tête, ils lancent leurs premières patrouilles dans Cambrai.
De son côté, Debeney (1re Armée), en soutenant l'attaque anglaise, talonne la retraite allemande jusqu'à la Selle et l'Oise, entre Le Cateau et La Fère.
Sur cette partie du front, les allemands sont maintenant retranchés derrière la Selle, l'Oise, la Serre et l'Aisne ; cette ligne de défense s'appelle : Hermann, Hunding, Brunehilde et Kriemhilde Stellung.

### Offensive franco-anglaise: bataille de la Selle et la Serre (17 au 29 octobre)
Le 17 octobre, Haig lance ses trois armées en direction de Valenciennes ; à cause d'une résistance vigoureuse, la Selle n'est franchie que le 18 au soir par la 4e armée, forte de 5 divisions britanniques et 2 américaines. Après quelques jours, les 3e et 1re armées britanniques conquièrent toute la ligne de la Selle et s'emparent de Denain. Le 19 au soir, la IIe armée allemande de von Carlowitz est rejetée définitivement derrière le canal de la Sambre à l'Oise.

#### Bataille de Mont d'Origny (15-20 octobre)
En liaison avec les Britanniques, Debeney attaque de son côté sur les deux rives de l'Oise, en face de lui, la XVIIIe armée de von Hutier. Le 15e et 36e corps doivent déborder les gros points d'appui de Bernoville, Aisonville et Grougis. Le 31e corps doit forcer l'Oise vers Mont-d'Origny et la Serre doit être passée par le 8e et 20e corps.
Dans la nuit du 18 au 19 octobre, Debeney atteint son objectif principal, le canal de la Sambre à l'Oise. Le butin de la 1re armée est de 3 000 prisonniers, 81 canons, 700 mitrailleuses et un train complet de munitions. Mais, derrière le canal se dressent les défenses de la Hunding Stellung.

##### Décoration
- MONT D'ORIGNY 1918 est inscrit sur le drapeau des régiments cités lors de cette bataille.

#### Bataille de la Serre (20–30 octobre)
Sur l'axe Chavignon-Laon, Mangin (10e armée) a délogé les Allemands du massif de Saint-Gobain et le 13 octobre entre à Laon. Le 19, il se trouve aux abords de la Hunding Stellung.
Maître de la tête de pont de Mont d'Origny et du plateau de Renansart, Debeney (1re armée) fait face à une bretelle de la Hermann Stellung entre Origny et Mesbrecourt.

### Rupture de laHermann Stellung
Les 1er et 2 novembre, avec les 22e et 17e corps et le corps canadien, Haig a fait tomber Valenciennes et toute la région environnante. Il prescrit aux 1re, 3e et 4e armées britanniques de marcher sur Avesnes, Maubeuge et Mons. Le 4, la bataille s'engage sur la ligne de la Sambre ; et le 5, au matin, Le Quesnoy puis Landrecies sont pris, la forêt de Mormal enlevée, la Sambre franchie. La Hermann Stellung est rompue, 20 000 prisonniers et 450 canons capturés.

### Rupture desHunding,BrunehildeetKriemhilde Stellung

#### 2ebataillede Guise (4-5 novembre)
Le 3 novembre, à droite des Anglais, Debeney (1re armée) attaque dans la vallée supérieure de l'Oise pour déborder et faire tomber Guise et, par ce moyen, tourner la Hunding Stellung. Il ramasse 4 000 prisonniers et 60 canons. Quelques heures après, Guise tombe et la Hunding est tournée.

#### Bataille du Chesne et de Buzancy (1er- 5 novembre)
À l'autre extrémité de la Hunding, la 4e armée de Gouraud et la 1re armée américaine exécutent la même manœuvre. Elles attaquent le 1er novembre, entre l'Aisne et la Meuse, en direction de Mézières et Sedan, progressent en quatre jours de 15 à 20 kilomètres, poursuivant les Allemands en retraite jusqu'au canal des Ardennes. La Brunehilde et la Kriemhilde Stellung sont rompues.